# Villacarriedo
Villacarriedo ist eine Gemeinde in der spanischen Autonomen Region Kantabrien. Villacarriedo, das administrative Zentrum und der bevölkerungsreichste Ort der Gemeinde, liegt 211 Meter über dem Meeresspiegel und 36 km südlich von Santander, der Hauptstadt Kantabriens.

## Orte
- Abionzo
- Aloños
- Bárcena de Carriedo
- Pedroso
- Santibáñez
- Soto
- Tezanos
- Villacarriedo (Hauptort)

## Bevölkerungsentwicklung
| 1842 | 1900 | 1950 | 1981 | 1991 | 2001 | 2011 |
| ---- | ---- | ---- | ---- | ---- | ---- | ---- |
| 1950 | 2584 | 2475 | 2233 | 2132 | 1755 | 1749 |